# Faida di Laureana di Borrello
((Storia di Giosuè D'Agostino))
La quiete di Laureana di Borrello, (piccolo centro reggino di 5 000 abitanti situato nella piana di Gioia Tauro), tra la fine degli anni 80' e l'inizio degli anni '90, fu spezzata da una delle faide più cruente della storia criminale Calabrese. 
La faida scoppiò tra le 'ndrine degli Albanese-Gullace-Cutellè-Tassone-Macrì e Ferrentino-Chindamo-Lamari-D'Agostino.. 
Gli eventi mafiosi causarono 50 morti in 3 anni di faida, arrivando a registrare, persino, un morto a settimana. 
La pace giunse con l'intervento dei Mancuso, Pesce, Piromalli-Molè per gli Albanese-Gullace-Cutellè-Tassone-Macrì e con l'intervento dei Bellocco  per i Ferrentino-Chindamo-Lamari-D'Agostino.
Le indagini furono facilitate dalla collaborazione di Annunziato Raso, Giuseppe Morano, Angelo Benedetto e Gaetano Albanese.

## Eventi
Questa lista è suscettibile di variazioni e potrebbe essere incompleta o non aggiornata.

- Il 25 ottobre 1988 viene ucciso Antonio D'Agostino in presenza di Michele Cutellè che si salvò[1].
- Il 9 novembre 1988 viene ritrovato il cadavere di Domenico Tassone[1].
- Il 22 febbraio 1989 viene ucciso Alfonso, Domenico e Marcella Tassone, quest'ultima di soli 11 anni[1][5].
- Il 24 maggio 1990 fu perpetrato un attentato agli indirizzi di Massimiliano e Vincenzo Loiacono[1].
- Il 9 luglio 1990 i fratelli Michele, Biagio e Leonardo Cutellé vengono assassinati in contrada Barbasana di Laureana di Borrello[1][6].
- L'11 gennaio 1991 viene ucciso Vincenzo Chindamo e ferito Antonio Chindamo[1].
- Il 26 gennaio 1991 vengono uccisi Salvatore Rosano e Domenico Palmieri (dei Cutellè)[1].
- Il 22 marzo 1991 a  Molochio viene ucciso Carmelo Morabito  [1].
- Il 30 marzo 1991 viene ucciso, mentre era in auto, Giuseppe [1].
- Il 25 aprile 1991 Salvatore Porretta viene assassinato, a Candidoni, dagli Albanese [1].
- Il 4 maggio 1991, al Bar Sport di Laureana, vengono uccisi Luigi Berlingeri, Leonardo Minzoturo e Emilio Ietto, la cui morte viene attribuita, seppur senza estrema certezza, ai Chindamo, [1].
- Il 24 luglio 1991 Antonio Rizzo, vicino ai Chindamo, viene ucciso davanti a un bar[1].
- Il 29 luglio 1991 viene ucciso Domenico Lamanna vicino agli Albanese[1].
- Il 6 agosto 1991, a Serrata, viene ucciso Domenico Randò e Antonio Albanese riesce a salvarsi[1][7].
- Il 26 luglio 1991 viene colpito, a San Pietro di Caridà, Antonio Condino, vicino ai Chindamo[1].
- Il 31 agosto 1991 viene ucciso a Rosarno Giuseppe Aurelio Garisto[1].
- Il 5 settembre 1991 viene torturato e ucciso, a Plaesano, Paolo Lombardo, dopo essere stato prelevato a Feroleto della Chiesa[1].
- Il 10 dicembre 1991 viene ucciso Vincenzo Brogna a San Pietro di Caridà[1].